# یوهانس للو
یوهانس للو (انگلیسی: Johannes Lello; ۲۵ نوامبر ۱۸۹۵ – ۲۶ نوامبر ۱۹۷۶) بازیکن فوتبال اهل استونی بود.
از باشگاه‌هایی که در آن بازی کرده‌است می‌توان به باشگاه فوتبال تالینا کالو اشاره کرد.
وی همچنین در تیم ملی فوتبال استونی بازی کرده‌است.